# Blaupunkt

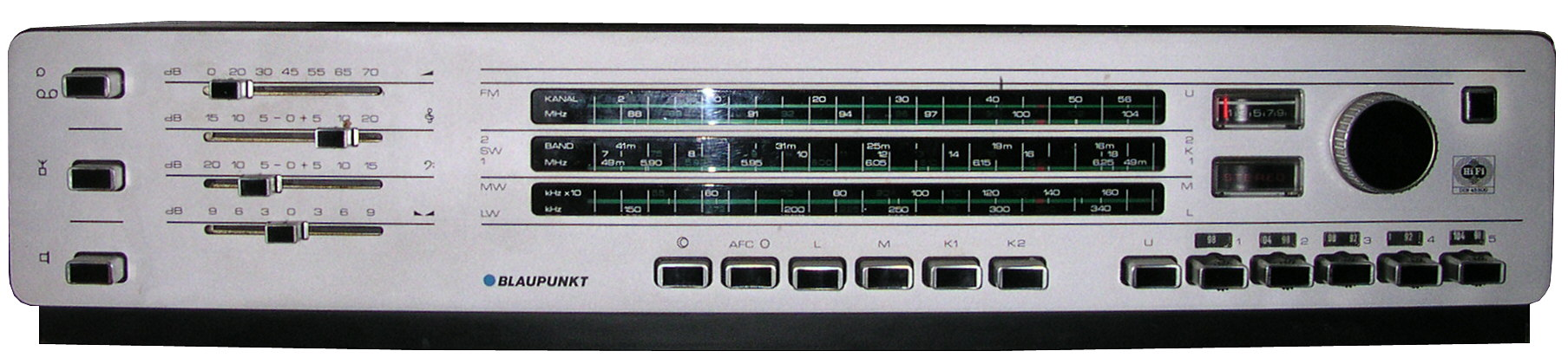
Un récepteur Blaupunkt.

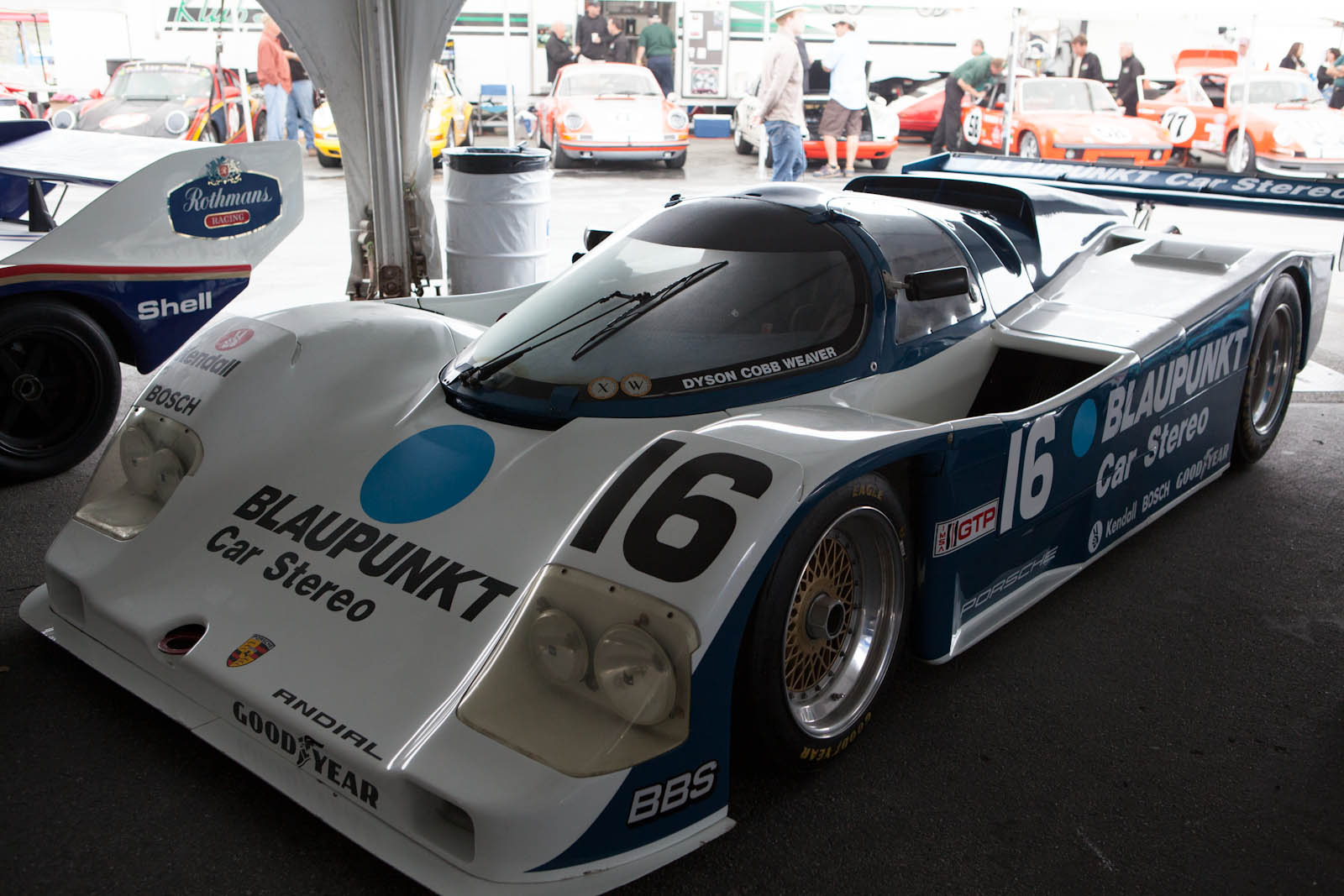
Une Porsche sponsorisée par la marque au point bleu.

Blaupunkt est une marque déposée en 1924 par Ideal Radiotelefon- und Apparatefabrik GmbH, un fabricant d'électronique allemand réputé au XXe siècle pour ses équipements audio pour la maison et la voiture et notamment ses autoradios. Le nom de la marque, « Point bleu » en français, vient du fait qu'un point bleu était estampillé sur les appareils déclarés conformes pour la commercialisation.
Au début des années 1930, Blaupunkt devient une filiale à 100 % de Robert Bosch GmbH jusqu'au 1er mars 2009, quand la vente d'une partie de ses activités, mais également la marque, est finalisée à Aurelius AG. Depuis 2016, Blaupunkt existe uniquement en tant que marque de commerce.

## Histoire
Ideal Radiotelefon- und Apparatefabrik GmbH est créée à Berlin en novembre 1923 par Ottmar Voelk, Alfred Daeschner et Alfons Geister. L'année suivante, l'entreprise dépose la marque Blaupunkt, signifiant « point bleu », en référence à l'estampille ronde en celluloïd bleu apposée sur les appareils conformes au contrôle qualité. Ideal Radiotelefon- und Apparatefabrik GmbH est renommée Ideal Werke AG à partir de 1927, puis Blaupunkt Werke GmbH en 1938. En 1930, Robert Bosch GmbH qui est alors le principal fournisseur de Ideal Radiotelefon, prend discrètement des parts dans l'entreprise à travers Industria Kontor AG, une société écran. Le caractère secret de l'opération est dû aux contrats de licences (en) entre Telefunken et Ideal Radiotelefon qui ne permettent pas un achat direct de l'entreprise ; jusqu'en 1933 où elle est officiellement reprise par Robert Bosch GmbH.
À partir de 1932, seul le nom Blaupunkt est utilisé sur les appareils fabriqués par Ideal Radiotelefon. Cette année-là, la société lance l'Autosuper AS-5, le premier autoradio fabriqué en série. Permettant l'écoute sur les moyennes et grandes ondes, son prix de vente de 465 Reichsmark représente entre 15 et 17,5 % du prix d'une voiture.
Blaupunkt emploi environ 2 600 personnes en 1939 et plus de 4 000 en 1944. Durant la Deuxième Guerre mondiale, l'entreprise produit des casques audio pour l'armée allemande ainsi que des systèmes de guidage pour missiles. Après le conflit, Bosch déménage le site de fabrication de Berlin vers Hildesheim.
Dans les années 1960, Bosch reprend Akkord-Radio (de) et utilise son usine pour la fabrication de postes de radio pour Blaupunkt.
Blaupunkt fabrique également d'autres appareils électroniques dont des téléviseurs mais la production d'autoradios reste son activité principale. À la fin des années 1960, l'entreprise aura vendu un million d'autoradios, dix millions une décennie plus tard et emploie à ce moment-là près de 14 000 personnes.

## Déclin
Au milieu des années 2000, Blaupunkt réalise un chiffre d'affaires de presque 1,5 milliard d'euros et produit chaque année plus d'un demi-million d'assistants de navigation pour automobiles, six millions d'autoradios et 19 millions de haut-parleurs et d'antennes pour véhicules. L'entreprise a encore à cette époque plus de 8 700 employés dans le monde.
Blaupunkt est alors soumise à la concurrence asiatique qui arrive sur le marché européen avec des produits peu couteux mais dont la qualité rattrape rapidement ceux de l'entreprise allemande. De décembre 2008 à mars 2009, Bosch vend à la holding d'investissement Aurelius AG (en) la marque Blaupunkt, une partie de ses activités ainsi que le siège social de Hildesheim et trois usines (situées au Portugal, en Tunisie et en Malaisie). Bosch conserve cependant son activité d'équipement automobile sous une entité indépendante : Robert Bosch Car Multimedia GmbH. En 2009, Aurelius annonce vouloir céder Blaupunkt Antenna Systems (systèmes d'antennes) à Kathrein (de). En septembre 2015, Blaupunkt Technology GmbH Hildesheim (radios, appareils de navigation, haut-parleurs, amplificateurs pour véhicules) dépose le bilan, son activité est vendue à la société belge Premium Sound Solutions (PSS). La division des services de développement est vendue à l'entrepreneur roumain Rasvan Olosu. La vente en 2016 de l'activité commerciale européenne des autoradios ayant échoué, les 33 employés restants à Hildesheim sont licenciés,.
Depuis, si de nombreux produits en portent le nom, il ne reste de Blaupunkt que les droits de propriété sur la marque ; détenus par GIP Development SARL (dont Aurelius est actionnaire) jusqu'en 2023 où elle les cède à Established., une société américaine faisant le commerce de licences de marques.

## Innovations
Blaupunkt est à l'origine de plusieurs innovations entre le début des années 1950 et la fin des années 1990 : le premier autoradio FM du monde (A520KU) en 1952, le premier autoradio stéréophonique du monde (modèle Frankfurt) en 1969, le premier récepteur d'informations routières (Autofahrer-Rundfunk-Informationssystem) en 1974 dont le principe de diffusion d'informations routières est repris plus tard par l'actuel RDS ou encore le premier autoradio avec téléphone portable en mains libres en 1997.
En 1983, Blaupunkt présente un prototype de système de navigation pour automobiles baptisé EVA. Six ans après, un modele pouvant être produit en série est réalisé : le Travel Pilot est un mini-ordinateur dans lequel est mis en mémoire une carte routière. Fonctionnant sans système de positionnement par satellites, le dispositif détermine la position du véhicule grâce aux coordonnées de départ et d'arrivée et à des capteurs de roues.

## Filiales étrangères
En 1931, une filiale française nommée « Point bleu SA » est créée près de Paris via les propriétaires de la société Renard et Moiroux, fabricant de postes radio.
Au milieu des années 1920 au Royaume-Uni, F.A. Hughes & Co. Ltd vend des haut-parleurs Blaupunkt. À partir de 1930, l'entreprise crée une filiale, The British Blue Spot Co. afin de fabriquer et vendre sous licence des haut-parleurs Blaupunkt. La société est rachetée en 1934 et cesse ses activités en 1938. Blaupunkt utilise plus tard le logo « Blue spot » (Point bleu) pour des modèles destinés à l'exportation.